# Plumaugat
 Plumaugat (en bretó Pluvaelgad, gal·ló Ploemaugat) és un municipi francès, situat a la regió de Bretanya, al departament de Costes del Nord. L'any 1999 tenia 1.004 habitants.

## Demografia
| 1962                                       | 1968  | 1975  | 1982  | 1990  | 1999  |
| ------------------------------------------ | ----- | ----- | ----- | ----- | ----- |
| 1.655                                      | 1.518 | 1.357 | 1.229 | 1.126 | 1.004 |
| Des de 1962: població sense dobles comptes |       |       |       |       |       |

## Administració
| Període   | Identitat         | Partit |
| --------- | ----------------- | ------ |
| 2001-2008 | Francis Leroy     |        |
| 2008-     | Mickaël Chevalier |        |